# 沙河镇 (临泽县)
沙河镇，是中华人民共和国甘肃省张掖市临泽县下辖的一个乡镇级行政单位。

## 行政区划
沙河镇下辖以下地区：
乐民社区、东关街社区、沙河街社区、颐和社区、东寨村、西寨村、化音村、兰家堡村、沙河村、西关村、五三村、何强村、花园村、闸湾村、新丰村、西头号村和新民村。